# Alfred Nichols
Pour les articles homonymes, voir Nichols.
Alfred Hubert Nichols (né le 28 novembre 1890 à Londres et décédé le 1er mai 1952 à Hammersmith) est un athlète britannique spécialiste du fond. Il était affilié au Surrey AC.

## Biographie

### Palmarès
| Date | Compétition           | Lieu     | Résultat | Épreuve          | Performance |
| ---- | --------------------- | -------- | -------- | ---------------- | ----------- |
| 1914 | Cross des nations     | Amersham | 1er      | Cross-country    |             |
| 1920 | Jeux olympiques d'été | Anvers   | 8e       | 5 000 mètres     |             |
| 1920 | Jeux olympiques d'été | Anvers   | 12e      | Cross individuel |             |
| 1920 | Jeux olympiques d'été | Anvers   | 2e       | Cross par équipe | 21 pts      |

### Records
| Épreuve      | Performance   | Lieu | Date |
| ------------ | ------------- | ---- | ---- |
| 5 000 mètres | 15 min 54 s 0 |      | 1920 |